# Imperial (Misuri)
Imperial es un lugar designado por el censo ubicado en el condado de Jefferson en el estado estadounidense de Misuri. En el Censo de 2010 tenía una población de 4709 habitantes y una densidad poblacional de 300,97 personas por km².

## Geografía
Imperial se encuentra ubicado en las coordenadas 38°21′9″N 90°22′55″O / 38.35250, -90.38194. Según la Oficina del Censo de los Estados Unidos, Imperial tiene una superficie total de 15.65 km², de la cual 13.61 km² corresponden a tierra firme y (13.01%) 2.04 km² es agua.

## Demografía
Según el censo de 2010, había 4709 personas residiendo en Imperial. La densidad de población era de 300,97 hab./km². De los 4709 habitantes, Imperial estaba compuesto por el 97.45% blancos, el 0.25% eran afroamericanos, el 0.25% eran amerindios, el 1.08% eran asiáticos, el 0.02% eran isleños del Pacífico, el 0.13% eran de otras razas y el 0.81% pertenecían a dos o más razas. Del total de la población el 1.23% eran hispanos o latinos de cualquier raza.